# Craig Mazin
Craig Mazin (ur. 8 kwietnia 1971 w Nowym Jorku) – amerykański scenarzysta i reżyser filmowy, najbardziej znany z filmów Złodziej tożsamości, Kac Vegas w Bangkoku, Kac Vegas III, Łowca i Królowa Lodu i miniserialu Czarnobyl, za który otrzymał nagrodę Emmy w kategorii Najlepszy scenariusz miniserialu, filmu telewizyjnego lub fabularnego programu specjalnego w 2019.

## Wybrana filmografia

### Scenarzysta
- 1997: RocketMan
- 1998: Zakręcony
- 2003: Straszny film 3
- 2006: Straszny film 4
- 2008: Superhero
- 2011: Kac Vegas w Bangkoku
- 2013: Złodziej tożsamości
- 2013: Kac Vegas III
- 2016: Łowca i Królowa Lodu
- 2019: Czarnobyl
- 2023: The Last of Us

### Reżyser
- 2000: Specjalni
- 2008: Superhero
- 2023: The Last of Us

### Aktor
- 2008: Superhero – woźny